# Срок хранения

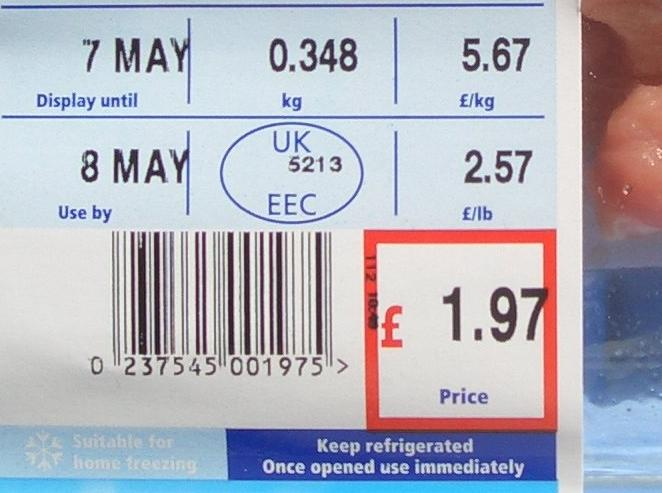
Этикетка показывает до какого числа можно использовать данный продукт

Срок хранения (BBD англ. Best Before Day; shelf life; freshness date) — время хранения продуктов питания и др., в течение которого они остаются качественными; может обозначаться датой, когда этот срок истекает (вместе с датой производства).

## Срок хранения
Согласно ГОСТ Р 51074-2003:

Срок хранения — период, в течение которого пищевой продукт при соблюдении установленных условий хранения сохраняет свойства, указанные в нормативном или техническом документе. Истечение срока хранения не означает, что продукт не пригоден для использования по назначению.

Другими словами, на протяжении этого срока вкус, консистенция, аромат и полезные качества продукта (например, содержание живых культур в йогурте) изменяются только в пределах допустимых нормативами границ.
Срок хранения, или гарантийный срок хранения, может назначаться промышленным товарам, строительным материалам, документам и др.

## Срок годности
Связанное понятие — срок годности (UBD англ. Use By Date; expiration date) — время хранения продуктов питания и др., в течение которого они остаются безопасными для употребления.